# Suba Transversal 91 (estación)
La estación sencilla Suba Transversal 91 (o Avenida Suba - Transversal 91), hace parte del sistema de transporte masivo de Bogotá llamado TransMilenio inaugurado en el año 2000.

## Ubicación
La estación está ubicada en el noroccidente de la ciudad, específicamente en la Avenida Suba entre carreras 94 y 94B. Se accede a ella a través de un puente peatonal ubicado unos metros al occidente de la Carrera 91 y un acceso semaforizado en la Carrera 96.
Atiende la demanda de los barrios Las Flores, Suba Urbano, Villa Elisa y sus alrededores.
En las cercanías están el centro comercial Centro Suba, el centro comercial Subazar, el supermercado Surtimax Suba, la Alcaldía Local de Suba, el Colegio Agustiniano Suba, la Plaza Fundacional de Suba, la Iglesia de la Inmaculada Concepción de Suba y el Parque Mirador de los Nevados.

## Origen del nombre
La estación recibe su nombre por encontrarse justo en la Avenida Suba,  en cercanía de la Carrera 91 (antes Transversal 91) que es un importante eje vial de dos carriles que recorre toda la zona occidental de los Cerros de Suba, pasando por el centro histórico de la localidad.

## Historia
El 29 de abril de 2006 fue inaugurada la troncal de la Avenida Suba, que hace parte de la fase dos del sistema TransMilenio.
El día 3 de enero de 2015, fue cerrado el vagón 2 de esta estación, para dar nuevas adecuaciones en las infraestructuras para los buses biarticulados. Una semana más tarde, la estación fue reabierta.
El 6 de agosto de 2022 se inauguraron dos nuevos vagones en la estación (1 por cada sentido) y se puso en operación un nuevo acceso peatonal semaforizado a la altura de la Carrera 96.

## Servicios de la estación

### Servicios troncales
| Tipo                                                    | Rutas al Norte | Rutas al Noroccidente | Rutas al Sur |
| ------------------------------------------------------- | -------------- | --------------------- | ------------ |
| Ruta fácil                                              |                | 7                     | 7            |
| Expresos todos los días todo el día                     |                | C15 C25               | H15 L25      |
| Expresos lunes a sábado todo el día                     |                | C19                   | F19          |
| Expresos lunes a viernes todo el día                    |                | C17                   | H17          |
| Expresos lunes a viernes hora pico de la mañana y tarde |                | C30                   | G30          |
| Expresos lunes a viernes hora pico de la mañana         | B50            |                       | J73          |
| Expresos lunes a viernes hora pico de la tarde          |                | C50 C73               |              |
| Expresos sábados de 4:00 a. m. a 3:00 p. m.             |                | C17                   | H17          |
| Expresos sábados de 5:00 a. m. a 3:00 p. m.             |                | C30                   | G30          |

### Esquema
| ← Norte    |           |           |         |         |            |
| Carrera 96 |           | C15C19C73 | C25C30  | 7C17C50 | Carrera 91 |
|            | Vagón 4   | Vagón 3   | Vagón 2 | Vagón 1 | Puente     |
| Carrera 96 | F19H15J73 |           | G30L25  | 7B50H17 | Carrera 91 |
| Sur →      |           |           |         |         |            |

### Servicios urbanos
Así mismo funcionan las siguientes rutas urbanas del SITP en los costados externos a la estación, circulando por los carriles de tráfico mixto sobre la Avenida Suba, con posibilidad de trasbordo usando la tarjeta TuLlave:
| Código | Sector             | Dirección        | Rutas                                                                     |
| ------ | ------------------ | ---------------- | ------------------------------------------------------------------------- |
| 182A03 | C C.C. Subazar     | Av. Suba - KR 91 | B162B917C109C116C117C118C124C129C138C144C151C156C157C321 599 E17 T13 T795 |
| 206A03 | C C.C. Centro Suba | Av. Suba - KR 91 | A117A124A129A151B109B138B145C162C917G156G157H116K321 599 E17 T13          |

## Ubicación geográfica
| Noroeste: Suba      | Norte: Suba       | Nordeste: Suba     |
| Oeste: C La Campiña |                   | Este: C 21 Ángeles |
| Suroeste: Suba      | Sur: D Carrera 90 | Sureste: Suba      |